# Humbertiella nada
Humbertiella nada är en bönsyrseart som beskrevs av Zhang 1986. Humbertiella nada ingår i släktet Humbertiella och familjen Liturgusidae. Inga underarter finns listade i Catalogue of Life.